# Tal com érem
Tal com érem (en anglès, The Way We Were) és una pel·lícula estatunidenca de Sydney Pollack estrenada el 1973. La versió en català es va estrenar a TV3 el 20 de gener de 1993.

## Argument
Aquests anys flueixen als Estats Units entre 1937 i 1950. Es coneixen a la universitat, ell, estudiant i play-boy desinvolt,i ella, ardent militant comunista. Es troben alguns anys més tard a Nova York durant la guerra. I l'amor fa la resta. Després del seu matrimoni, van a viure a Hollywood: jove i brillant escriptor, Hubbell prepara un guió quan comença la caça de bruixes, l'ombrívol període del maccarthisme...

## Al voltant de la pel·lícula
El fossar cultural entre dos grups socials s'expressa en les peripècies amoroses d'una parella que es fa i desfa. És el contrast entre l'intel·lectual i el savi descrit per Jean-Paul Sartre en el seu «alegat pels intel·lectuals». L'intel·lectual posa qüestions angoixants, mentre que el savi dona respostes segures. L'intel·lectual és qui empeny a pensar en rodó, mentre que el savi pica l'ullet per la seva pròpia glòria. Jueva novaiorquesa turmentada per inquietuds i incerteses sobre la guerra d'Espanya el 1937, Katie Morosky és seduïda per la calma desinvolta de Hubbell Gardiner, un « WASP» (blanc anglosaxó protestant) seduït al seu torn pel palpitant caràcter d'una jueva que va al fons de les seves idees i de les seves opcions.
La seqüència d'obertura mostra Katie en primer pla en una manifestació pacifista l'any 1937 contra la guerra a Europa, el pròleg de la qual és la Guerra d'Espanya de 1936-1939. La seqüència de clausura mostra Katie en primer pla en una manifestació pacifista contra la bomba atòmica l'any 1950, durant la «guerra freda». En 20 anys, els caràcters dels protagonistes s'han consolidat. Els dubtes i les incerteses de Katie s'han mostrat sota la forma de fidelitat i lleialtat a la causa defensada, en els turments de la vida. La confiança en ell mateix i en les seves idees (de Hubbell) podrien no ser més que el producte d'un grup cultural o social dominant als Estats Units en aquest període, però oposant-se al maccarthisme i refusant les postures massa tallades de cadascun, el personatge estén a il·lustrar una confiança en el futur i una visió més moderada de les esperes reals dels seus contemporanis.

## Repartiment
- Barbra Streisan: Katie Morosky
- Robert Redford: Hubbell Gardiner
- Bradford Dillman: J.J.
- Lois Chiles: Carol Ann
- Patrick O'Neal: George Bissinger
- Viveca Lindfors: Paula Reisner
- Allyn Ann McLerie: Rhea Edwards
- Murray Hamilton: Brooks Carpenter
- Herb Edelman: Bill Verso
- Diana Ewing: Vicki Bissinger
- Sally Kirkland: Pony Dunbar
- Marcia Mae Jones: Peggy Vanderbilt
- Don Keefer: Actor
- George Gaynes: El capità Morocco
- Eric Boles: El caporal
- Barbara Peterson: Ashe Rossa
- Roy Jenson: El capità
- Brendan Kelly: Rally Speaker
- James Woods: Frankie McVeigh
- Susan Blakely: Judianne
- Dan Seymour: Convidat
- Marvin Hamlisch: Convidat

## Premis i nominacions

### Premis
- 1974: Oscar a la millor cançó original i Oscar a la millor banda sonora a Marvin Hamlisch per The Way We Were;
- 1974: Globus d'Or a la millor banda sonora per Marvin Hamlisch per The Way We Were.

### Nominacions
- 1974: Barbra Streisand nominada a l'Oscar a la millor actriu
- 1974: Harry Stradling Jr. nominat a l'Oscar a la millor fotografia
- 1974: Dorothy Jeakins i Moss Mabry nominats a l'Oscar al millor vestuari
- 1975: Barbra Streisand nominada al BAFTA